# Jacques Ménager
Jacques-Eugène-Louis Ménager (* 24. Juli 1912 in Anor; † 13. März 1998) war Erzbischof von Reims.

## Leben
Jacques Ménager, im Département Nord nahe der belgischen Grenze geboren, empfing am 29. Juni 1936 in Versailles die Priesterweihe.
Papst Pius XII. ernannte ihn am 23. Juni 1955 zum Titularbischof von Antiochia Parva und bestellte ihn zum Weihbischof im Bistum Versailles. Die Bischofsweihe spendete ihm am 8. Oktober desselben Jahres Alexandre-Charles Renard, Bischof von Versailles. Mitkonsekratoren waren Julien François Le Couëdic, Bischof von Troyes, und Roger Michon, Bischof von Chartres. 1958 wurde Ménager Generalsekretär der Katholischen Aktion in Frankreich. Am 7. Dezember 1961 ernannte ihn Papst Johannes XXIII. zum Bischof von Meaux. Von 1962 bis 1965 nahm er als Konzilsvater am Zweiten Vatikanischen Konzil teil.
Papst Paul VI. ernannte Ménager am 13. Juli 1973 zum Erzbischof von Reims. Dieses Amt übte er bis zu seinem altersbedingten Rücktritt am 8. August 1988 aus. Jacques Ménager starb 1998 und wurde in der Kathedrale von Reims beigesetzt.